# COFCO
COFCO (chinesisch 中國糧油控股有限公司, Pinyin Zhōngguó Liáng Yóu Kònggǔ Yǒuxiàn Gōngsī, kurz 中糧,  Zhōng Liáng) ist ein chinesisches Unternehmen mit Firmensitz in Peking. Das staatseigene Unternehmen ist im Lebensmittelsektor tätig und das größte dieser Branche in China.
Zu COFCO gehören die chinesischen Tochterunternehmen China Foods Limited (1993 gegründet) und China Agri-Industries Holdings Limited (2006 gegründet). Die Unternehmensgeschichte reicht bis 1952 zu den Vorgängerunternehmen China Cereals Export Company, China Oils Export Company und China Foods Export Company zurück.
Zu den Marken von COFCO gehören die Weinkellerei China Great Wall Wine, die Hotelkette Gloria International Hotels, die Schokoladen- und Snack-Food-Marken Le conte, Cocorio und Jellee sowie weitere Marken verschiedener Lebensmittelprodukte.